# Список главных тренеров матча всех звёзд Единой лиги ВТБ
Это список главных тренеров матча всех звёзд Единой лиги ВТБ.

## Главные тренеры
| Год  | Главный тренер команды 1 | Главный тренер команды 1 | Главный тренер команды 1 | Главный тренер команды 2 | Главный тренер команды 2 | Главный тренер команды 2 | Ссылка |
| Год  | Команда 1                | Главный тренер           | Клуб                     | Команда 2                | Главный тренер           | Клуб                     | Ссылка |
| ---- | ------------------------ | ------------------------ | ------------------------ | ------------------------ | ------------------------ | ------------------------ | ------ |
| 2017 | Звёзды России            | Евгений Пашутин          | УНИКС                    | Звёзды Мира              | Димитрис Итудис          | ЦСКА                     | [ 1 ]  |
| 2018 | Звёзды России            | Василий Карасёв          | Зенит                    | Звёзды Мира              | Саша Обрадович           | Локомотив-Кубань         | [ 2 ]  |
| 2019 | Звёзды России            | Олег Окулов              | Енисей                   | Звёзды Мира              | Димитрис Прифтис         | УНИКС                    | [ 3 ]  |
| 2020 | Звёзды России            | Евгений Пашутин          | Локомотив-Кубань         | Звёзды Мира              | Римас Куртинайтис        | Химки                    | [ 4 ]  |
| 2021 | Звёзды России            | Евгений Пашутин          | Локомотив-Кубань         | Звёзды Мира              | Хавьер Паскуаль          | Зенит                    | [ 5 ]  |
| 2022 | Звёзды России            | Зоран Лукич              | Нижний Новгород          | Звёзды Мира              | Велимир Перасович        | УНИКС                    | [ 6 ]  |
| 2023 | Новая школа              | Эмил Райкович            | ЦСКА                     | Старая школа             | Велимир Перасович        | УНИКС                    | [ 7 ]  |
| 2024 | Команда Райковича        | Эмил Райкович            | ЦСКА                     | Команда Паскуаля         | Хавьер Паскуаль          | Зенит                    | [ 8 ]  |
| 2025 | Хозяева                  | Андрей Ведищев           | Локомотив-Кубань         | Гости                    | Андреас Пистиолис        | ЦСКА                     | [ 9 ]  |